# Stenungsunds landskommun
Stenungsunds landskommun var en tidigare kommun i föruvarande Göteborgs och Bohus län.

## Administrativ historik
Kommunen bildades vid 1952 års kommunreform genom sammanläggning av Norums landskommun, Spekeröds landskommun, Ödsmåls landskommun och Ucklums landskommun.
Kommunen upphörde med utgången av år 1970 då den ombildades till Stenungsunds kommun.
Kommunkod 1952–70 var 1415.

### Kyrklig tillhörighet
I kyrkligt hänseende tillhörde kommunen församlingarna Norum, Spekeröd, Ucklum och Ödsmål.

## Geografi
Stenungsunds landskommun omfattade den 1 januari 1952 en areal av 207,38 km², varav 193,95 km² land.

### Tätorter i kommunen 1960
| Tätort              | Folkmängd |
| ------------------- | --------- |
| Stenungsund         | 1 947     |
| Svenshögen, del ava | 150       |

Tätortsgraden i kommunen var den 1 november 1960 38,2 procent.

## Politik

### Mandatfördelning i valen 1950–1966
| 11 | 2 | 8 | 10 | 4 |

| 32 |

| 11 | 8 | 9 | 7 |

| 35 |

| 11 | 2 | 8 | 8 | 6 |

| 33 |

| 13 | 3 | 8 | 7 | 4 |

| 32 |

|  | 14 | 3 | 8 | 8 | 6 |

| 35 |